# 卡拉杜古
卡拉杜古（英語：Kaladougou）是馬利共和國的城鎮，位於該國西南部，由庫利科羅區的迪瓦拉省負責管轄，面積843平方公里，海拔高度304米，2009年人口51,384，人口密度每平方公里60.99人。
12°29′N 6°48′W / 12.483°N 6.800°W